# Albanella
Albanella is een gemeente in de Italiaanse provincie Salerno (regio Campanië) en telt 6368 inwoners (31-12-2004). De oppervlakte bedraagt 39,8 km², de bevolkingsdichtheid is 162 inwoners per km².

## Demografie
Albanella telt ongeveer 2385 huishoudens. Het aantal inwoners steeg in de periode 1991-2001 met 1,5% volgens cijfers uit de tienjaarlijkse volkstellingen van ISTAT.
| Jaar | Inwoneraantal |
| ---- | ------------- |
| 1991 | 6225          |
| 2001 | 6317          |

## Geografie
De gemeente ligt op ongeveer 205 m boven zeeniveau.
Albanella grenst aan de volgende gemeenten: Altavilla Silentina, Capaccio, Castelcivita, Eboli, Roccadaspide, Serre.

## Externe link

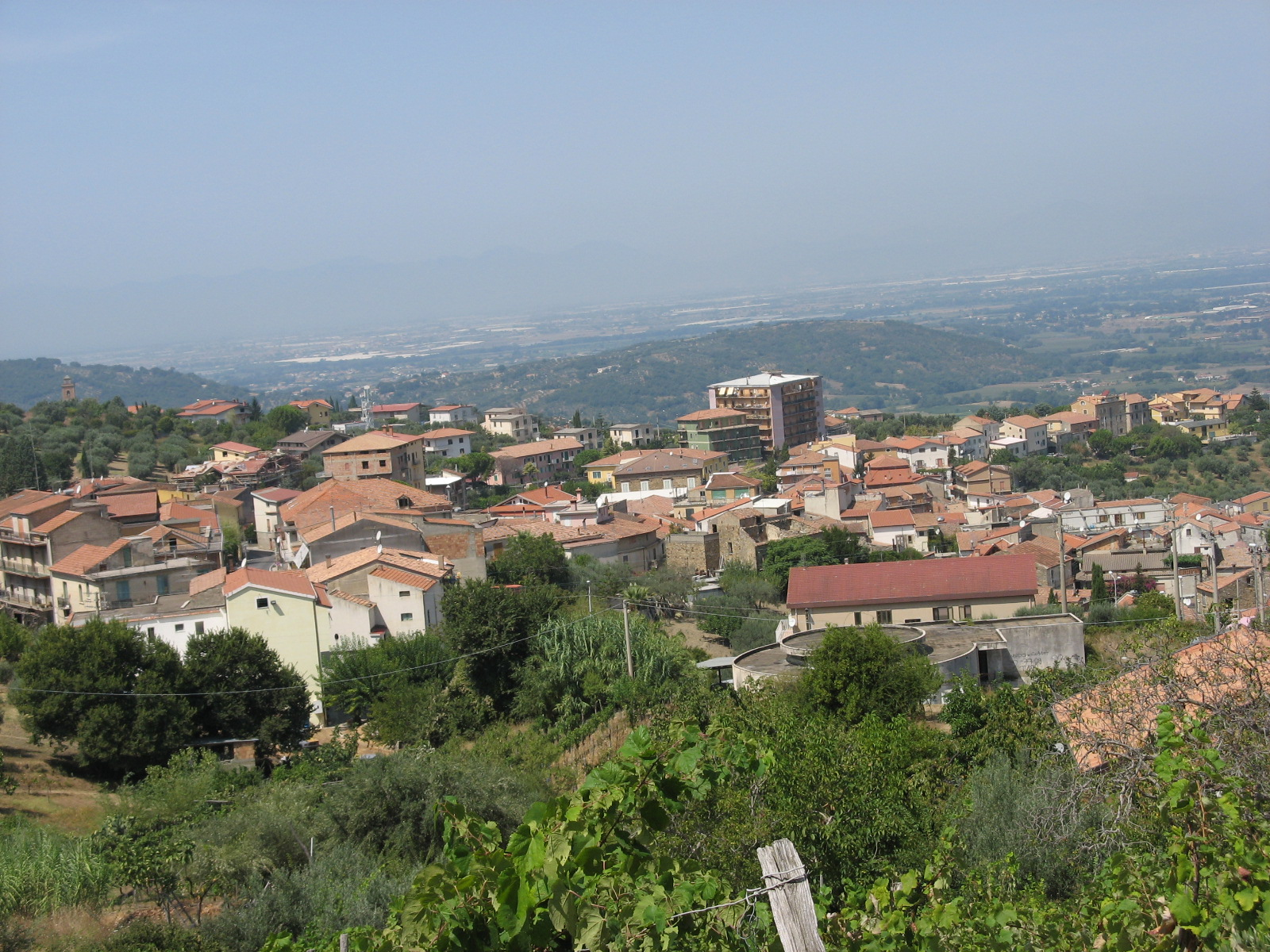
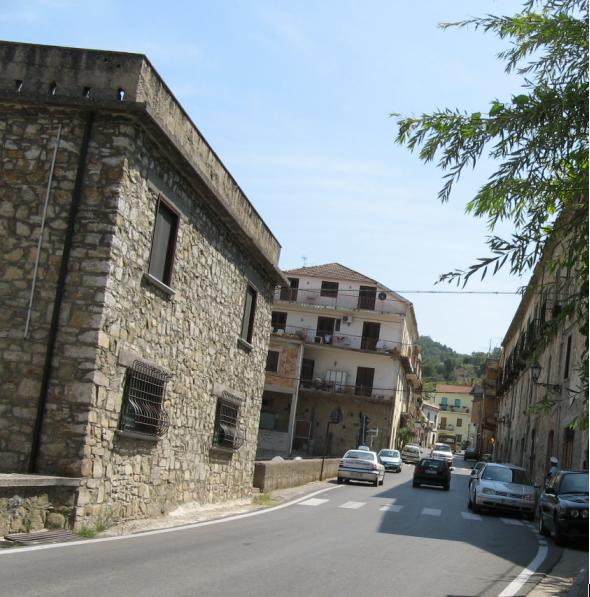
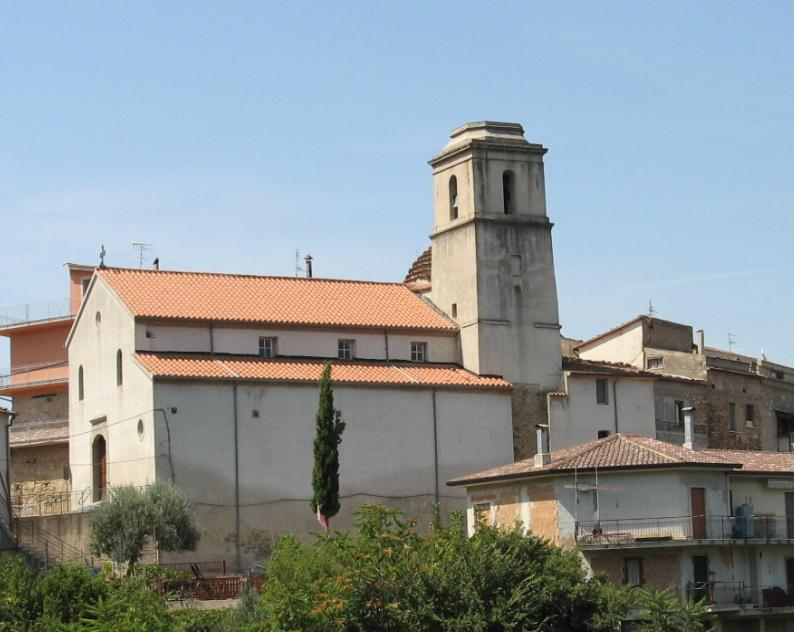
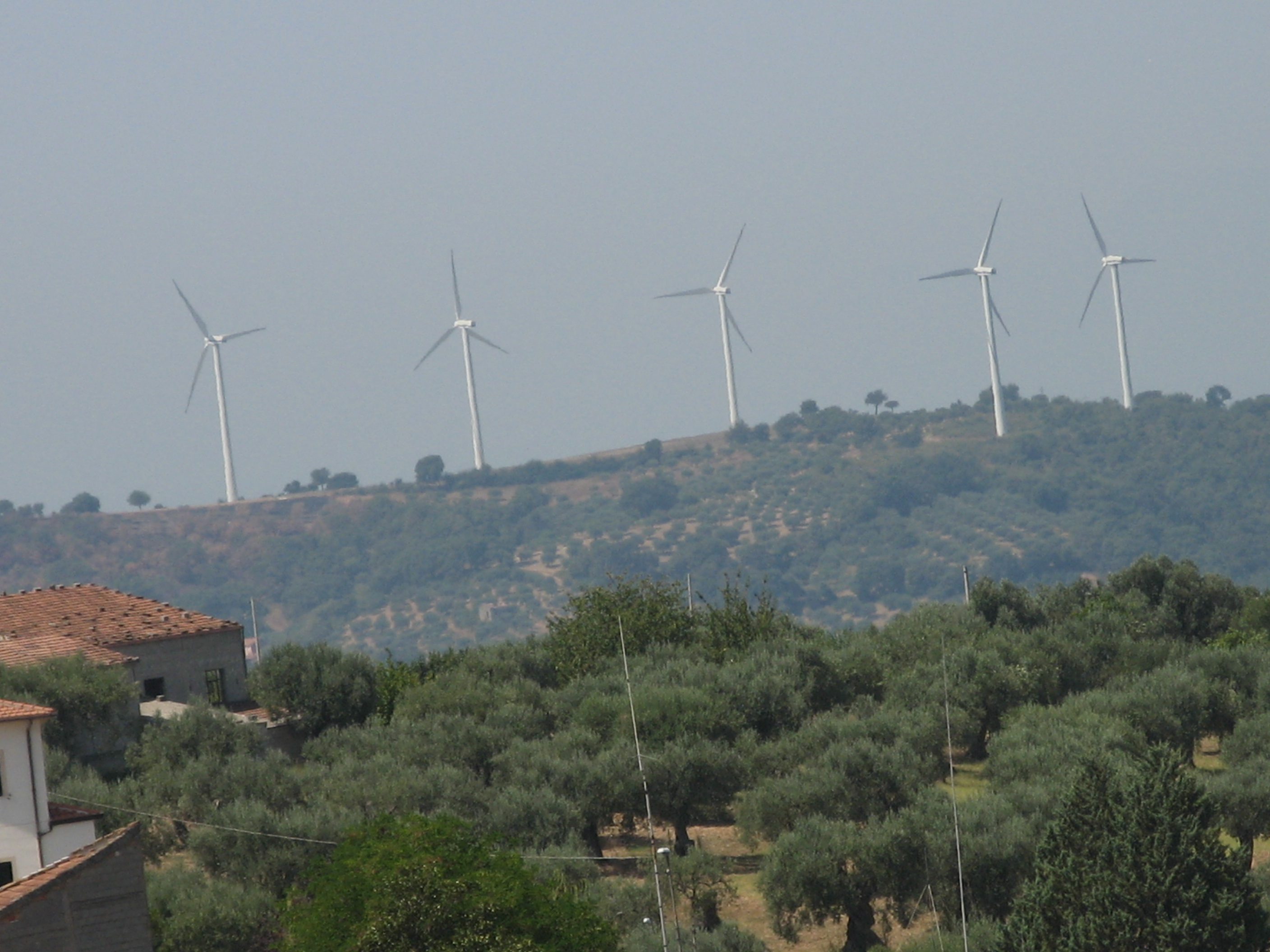
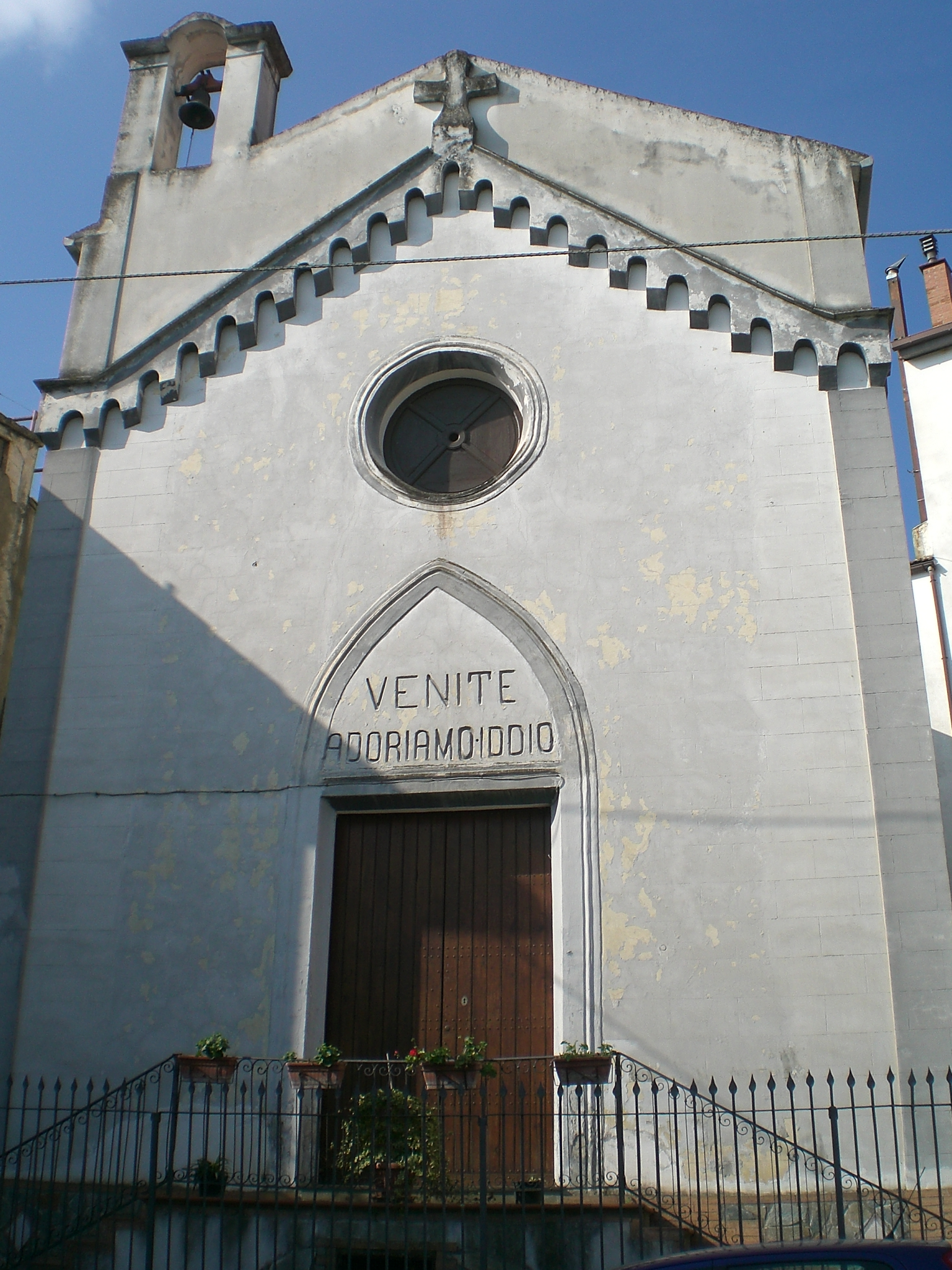